# دیوید گرگن
دیوید گرگن (انگلیسی: David Gergen; ۹ مهٔ ۱۹۴۲ – ۱۰ ژوئیهٔ ۲۰۲۵) سیاست‌مدار و کارشناس سیاسی اهل ایالات متحده آمریکا بود. او به عنوان مشاور در دوران دولت‌های ریچارد نیکسون، جرالد فورد، رونالد ریگان و بیل کلینتون خدمت کرد. او بعدها تحلیلگر ارشد سیاسی سی‌ان‌ان و استاد خدمات عمومی و مدیر بنیان‌گذار مرکز رهبری عمومی در مدرسه حکمرانی جان اف. کندی شد.
گرگن همچنین سردبیر سابق یواس نیوز اند ورلد ریپورت و از نویسندگان سی‌ان‌ان بود.